# Disperatamente Giulia
Disperatamente Giulia est une mini-série italienne en six épisodes de 90 minutes, réalisée par Enrico Maria Salerno d'après le best-seller de Sveva Casati Modignani et diffusée en 1989 sur Canale 5 en Italie.
La mini-série diffusée à l'automne 1989  a été un gros succès, suivie en moyenne par 6 438 000 téléspectateurs.

## Synopsis
L'intrigue se concentre sur une histoire d’amour entravée entre Giulia De Blasco (Tahnee Welch) et Ermes Corsini (Fabio Testi).
Giulia de Blasco est née en 1940 d'une brève liaison entre Carmen de Blasco (Laura Antonelli) et un fermier et résistant, Armando Zani (Bekim Fehmiu). Elle est élevée par sa mère sans jamais connaître le nom du père.
Ermes Corsini, étudiant en médecine, tombe amoureux de Giulia. Leur amour est réciproque mais le garçon n'a pas assez d’argent pour construire une famille stable et ils se séparent.
Quelques années plus tard, Ermes devient un chirurgien de renommée mondiale, tandis que Giulia commence une carrière de journaliste et a épousé un collègue, Léo Rovelli (Stéphane Ferrara), bien qu'elle n'ait jamais oublié Ermes, qui est le grand amour de sa vie. Giulia obtient également un certain succès comme écrivain. Cependant son mari devient l'amant de la femme d'Ermes Corsini (Dalila Di Lazzaro).
Ermes et Giulia se rencontrent à nouveau dans la rue  et elle lui apprend qu’elle doit être opérée d'une tumeur. Entre les deux va se rallumer l'étincelle.
Giulia parvient à surmonter la maladie grâce à Ermes, mais l'histoire d'amour entre les deux semble ne pas trouver la paix, car Ermes et Giulia doivent désormais subir les foudres de Marta Montini, la femme d’Ermes.
Entretemps, Armando, le père naturel de Giulia, est devenu un homme politique célèbre…

## Fiche technique
- Réalisation : Enrico Maria Salerno
- Production : Ciro Ippolito
- Scénario : Ennio de Concini, Sveva Casati Modignani, Enrico Maria Salerno
- Photographie : Ennio Guarnieri
- Musique : Francis Lai
- Costumes : Vera Cozzolino

## Distribution
- Tahnee Welch:  Giulia De Blasco
- Fabio Testi: Ermes Corsini
- Dalila Di Lazzaro: Marta Montini
- Stéphane Ferrara: Leo Rovelli
- Eros Pagni: Vittorio De Blasco
- Enrico Maria Salerno: Ubaldo Milkovič
- Laura Antonelli: Carmen Milkovič
- Bekim Fehmiu: Armando Zani
- Jean-Pierre Cassel
- Françoise Fabian
- Valeria Valeri
- Marina Suma: Zaira
- Corinne Cléry: Elena Dionisi
- Giovanni Vettorazzo: Marcello Belgrano
- Guidita Del Vecchio: Giulia enfant
- Timothy Schnellenberger: Ermes enfant
- Gerardo Amato: Dr Gianni Macchi
- Flavio Andreini: Benny De Blasco
- Séverine Laroche: Tea Corsini
- Giuseppe Michienzi: Riboldi
- Giovanni Vettorazzo: Marcello Belgrano
- Marina Tagliaferri: Isabella
- Marina Berti: Silvia
- Nicola Morelli
- Cesare Nizzica
- Riccardo Parisio Perrotti:
- Raimondo Penne
- Roberto Posse
- Gabriella Saitta
- Sabrina Siani
- Ernesto Massi
- Marisa Merlini
- Riccardo Garrone
- Nina Soldano

## Source de traduction
- (it) Cet article est partiellement ou en totalité issu de l’article de Wikipédia en italien intitulé « Disperatamente Giulia » (voir la liste des auteurs).